# James Guillaume

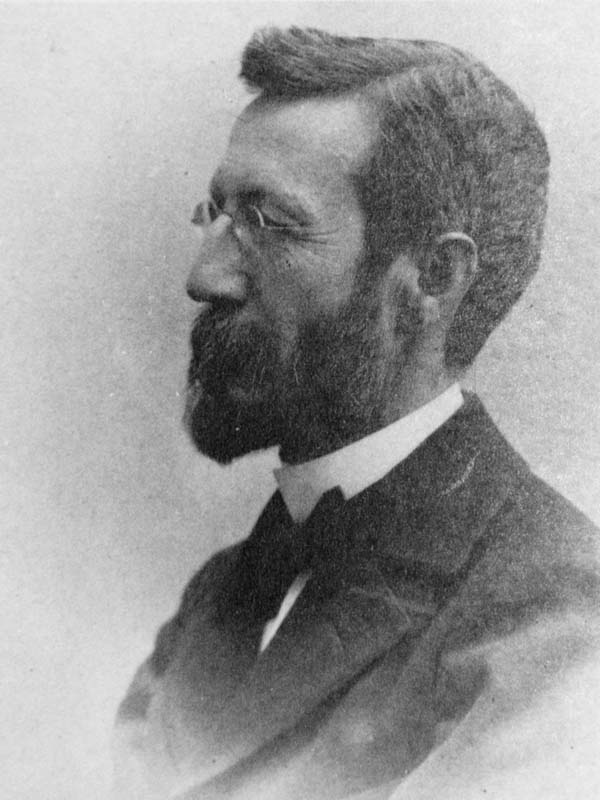
James Guillaume rond 1875

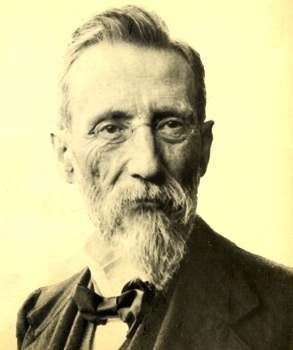
James Guillaume op latere leeftijd

 James Guillaume (Londen, 16 februari 1844 – Parijs, 20 november 1916) was een Zwitsers anarchist en schrijver. Hij was een vooraanstaand lid van de Jura-federatie in de Eerste Internationale, waaruit later de eerste Zwitserse anarchistische beweging voortkwam.

## Leven en werk
Guillaume werd in Londen geboren als zoon van een Zwitsers horlogemaker en verhuisde op vierjarige leeftijd met zijn ouders terug naar Zwitserland. Hij studeerde filosofie en literatuurwetenschappen en werd daarna leraar geschiedenis en literatuur. 
Na het lezen van Charles Fourier, Louis Blanc en Ludwig Feuerbach bekeerde Guillaume zich tot het anarchisme en tussen 1868 en 1870 gaf hij in Zwitserland het de eerste anarchistische krant uit: Le Progrès.
Nadat spanningen in de Eerste Internationale in 1872 leidden tot een breuk tussen Karl Marx en Michael Bakoenin, sloot Guillaume zich logischerwijze aan bij de laatste. Vervolgens richtte hij in Saint-Imier de "Anti-autoritaire Internationale" op, die internationaal vermaard was om haar vrije politieke discussies (tijdens welke later onder andere Peter Kropotkin zich liet overhalen toe te treden tot het anarchisme).
In 1868 week Guillaume uit naar Parijs vanwege te sterk wordende politieke druk in Zwitserland (hij was uit zijn baan als leraar al in 1869 ontslagen en later werd hij ook als uitgever gedwarsboomd). In Parijs verbleef hij lange tijd in de politieke luwte, werkend als redacteur van een geografisch woordenboek, en schreef onderwijl aan zijn hoofdwerk, L'Internationale: Documents et Souvenirs, dat de geschiedenis van de Eerste Internationale vanuit een anarchistisch perspectief beschrijft. Ook publiceerde hij als eerste een korte biografie van Bakoenin, welke later door Bakoenin-biografen veelvuldig werd aangehaald.
Aan het einde van zijn leven, vanaf 1905, trad Guillaume ook politiek weer meer naar voren, met name in zijn actieve steun (vooral via lezingen en publicaties) aan het anarcho-syndicalisme, dat zich deels op zijn werk en ideeën baseerde.

## Noot
1. ↑  Zie Peter Kropotkin: Memoires van een Revolutionair, 1902/1978

- Bibsys: 90129920
- Biblioteca Nacional de Chile: 000500832
- Biblioteca Nacional de España: XX1656023
- Bibliothèque nationale de France: cb125196815 (data)
- Catàleg d'autoritats de noms i títols de Catalunya: 981058522614406706
- CiNii: DA03436807
- Gemeinsame Normdatei: 116921625
- Historisch woordenboek van Zwitserland: 013180
- International Standard Name Identifier: 0000 0001 0917 577X
- Library of Congress Control Number: n87897622
- MusicBrainz: cfeafd52-6d4c-4b1f-8e5a-d9db5cd3fbbf
- Nationale Bibliotheek van Tsjechië: jx20120208012
- Nationale Bibliotheek van Israël: 987007262124405171
- Nationale Bibliotheek van Polen: a0000001229318
- Nederlandse Thesaurus van Auteursnamen: 067822789
- Réseau des bibliothèques de Suisse occidentale: 02-A003329773
- Système universitaire de documentation: 034441123
- Virtual International Authority File: 76424128
- WorldCat: E39PBJmxTXqwf7G4yhx4MQdmh3